# Walter Serrano
Walter Omar Serrano (Villa Constitución, 2 luglio 1986) è un calciatore argentino, centrocampista svincolato.

## Caratteristiche tecniche
È un mediano.

## Carriera
È cresciuto nelle giovanili dell'Atlético Rafaela.

## Palmarès

### Club

#### Competizioni nazionali
- Primera B Nacional: 1

Atl. Rafaela: 2010-2011